# Khalil Velasquez
Khalil V.M. Velasquez (ur. 13 sierpnia 1985) – belizeński piłkarz występujący na pozycji obrońcy, obecnie zawodnik Belize Defence Force.

## Kariera klubowa
Velasquez rozpoczynał swoją karierę piłkarską w walczącym o utrzymanie w pierwszej lidze zespole Print Belize Griga z siedzibą w Dangriga. Po upływie kilku miesięcy przeniósł się do innej ekipy z tego samego miasta, Wagiya FC, w której barwach w sezonie 2006/2007 wywalczył tytuł wicemistrzowski. W późniejszym czasie został zawodnikiem stołecznego Belize Defence Force FC, gdzie z kolei w wiosennych rozgrywkach 2010 zdobył swój pierwszy tytuł mistrza Belize. Sukces ten powtórzył również w sezonie 2010/2011.

## Kariera reprezentacyjna
W seniorskiej reprezentacji Belize Velasquez zadebiutował za kadencji honduraskiego selekcjonera José de la Paza Herrery, 15 listopada 2011 w wygranym 2:0 meczu z Saint Vincent i Grenadynami w ramach eliminacjach do Mistrzostw Świata 2014, na które jego drużyna nie zdołała się jednak zakwalifikować. W 2013 roku został powołany przez szkoleniowca Iana Morka na Złoty Puchar CONCACAF.